# 혜관
혜관(慧灌, ?~?)은 고구려의 승려로 고구려(BC c.37-AD 668) 말기인 600년경에 활동한 승려이다.

## 생애
중국 수나라에 가서 길장(吉蔵)에게 삼론종(三論宗)의 교리를 배우고 돌아왔다. 625년 영류왕 때에 일본에 건너가서 간고지(元興寺)에 있으면서 승정(僧正)이 되었고, 삼론종을 널리 펴서 일본 삼론종의 시조가 되었다. 682년 선림사(禪林寺)의 도사가 되었고 세이조사(井上寺)를 창건하였다.
|  |

## 참고 문헌
- 이 문서에는 다음커뮤니케이션(현 카카오)에서 GFDL 또는 CC-SA 라이선스로 배포한 글로벌 세계대백과사전의 내용을 기초로 작성된 글이 포함되어 있습니다.